# 카자흐스탄의 국장

카자흐스탄의 국장

카자흐스탄의 국장은 1992년 6월 4일에 제정되었으며, 현재의 국장은 2018년 11월 1일에 수정되었다.
국장 가운데에는 하늘색 바탕에 금색 햇살이 그려져 있다. 금색 햇살 바탕에는 유르트 가운데 하나이며 카자흐스탄의 전통적인 천막이기도 한 샤니라크의 원형 지붕이 그려져 있으며, 금색 햇살 위에는 금색 별이 그려져 있다.
샤니라크는 가정의 행복과 평화, 평온을 의미하며, 원은 삶과 영원함의 상징이다. 하늘색은 평화, 일치, 우정, 국민의 단결에 대한 열망을 의미하며, 금색은 카자흐스탄 국민들의 밝은 미래와 빛을 의미한다.
국장의 양쪽을 두 마리의 금색 유니콘이 감싸고 있으며, 국장 아래쪽에 있는 리본에는 카자흐스탄이라는 국명이 카자흐어로 쓰여져 있다. 제정 당시에는 키릴 문자(ҚA3AҚCTAH)로 쓰여져 있었으나 2018년에 라틴 문자(QAZAQSTAN)로 바뀌었다.

## 역대 카자흐스탄의 국장

카자흐 소비에트 사회주의 공화국의 국장 (1939년 ~ 1978년)
카자흐 소비에트 사회주의 공화국의 국장 (1978년 ~ 1991년) 카자흐스탄의 국장 (1991년 ~ 1992년)
카자흐스탄의 국장 (1992년 ~ 2018년)

## 같이 보기
- 카자흐 소비에트 사회주의 공화국의 국장
- 카자흐스탄의 국기
- 국장 목록